# Red Skelton
Richard Red Skelton (n. 18 iulie 1913, Vincennes⁠(d), Indiana, SUA – d. 17 septembrie 1997, Rancho Mirage⁠(d), California, SUA) cunoscut profesional ca Red Skelton a fost un animator american de comedie. El a fost cel mai cunoscut pentru emisiunile sale naționale de radio și televiziune între 1937 și 1971, în special ca gazdă a programului de televiziune The Red Skelton Show. 
El are stele la The Hollywood Walk of Fame pentru munca sa în radio și televiziune, și a apărut în burlesque, vaudeville, filme, cluburi de noapte și cazinouri, în timp ce a urmat o carieră complet separată de artist. Skelton spunea povestea faptului că a luat numele de mijloc Bernard când un profesor a refuzat să creadă că numele său de mijloc era de fapt „Red”. Skelton a început să-și dezvolte abilitățile de comedie și pantomimă de la vârsta de 10 ani, când a devenit parte a unui spectacol de medicină pentru călătorii. Apoi a petrecut un timp într-un showboat, a lucrat in circuitul burlesque și apoi a intrat în 1934 în vaudeville. Schița de pantomimă „Donut Dunkers”, pe care a scris-o împreună cu soția sa, a lansat o carieră pentru el în vaudeville, radio și filme. Cariera sa în radio a început în 1937 cu o apariție invitată în The Fleischmann's Yeast Hour, ceea ce a dus la devenirea gazdă a Avalon Time în 1938. A devenit gazda programului The Raleigh Cigarette în 1941, pe baza căruia au fost create multe dintre personajele sale de comedie, și a avut un program de radio programat regulat până în 1957. Skelton și-a făcut debutul în film în 1938 alături de Ginger Rogers și Douglas Fairbanks Jr. în filmul Having Wonderful Time al lui Alfred Santell și va apărea în numeroase filme muzicale și de comedie în anii ’40 -’50, cu roluri în 19 filme, inclusiv Ship Ahoy (1941) , I Dood It (1943), Ziegfeld Follies (1946) și The Clown (1953). Skelton era dornic să lucreze în televiziune, chiar și atunci când mediumul era încă la început. Show-ul The Red Skelton și-a făcut premiera televizată pe 30 septembrie 1951, pe NBC. Până în 1954, programul lui Skelton s-a mutat la CBS, unde a fost extins la o oră și redenumit The Red Skelton Hour in 1962. În ciuda ratingurilor ridicate, emisiunea a fost anulată de CBS în 1970, deoarece rețeaua credea că sunt necesare mai multe programe orientate spre tineret pentru a atrage spectatorii mai tineri și puterea lor de cheltuire. Skelton și-a mutat programul la NBC, unde și-a încheiat ultimul an cu o emisiune de televiziune programată regulat în 1971. Și-a petrecut timpul după aceea realizând până la 125 de apariții personale pe an și lucrând la picturile sale.
Opera de clovn a lui Skelton a rămas un hobby până în 1964, când soția sa Georgia l-a convins să-l prezinte la Hotelul Sands din Las Vegas, în timp ce el reprezenta acolo. Vânzările originalelor sale au avut succes și a vândut și imprimeuri și litografii, câștigând anual 2,5 milioane de dolari din vânzări de litografii. În momentul morții sale, dealerul său de artă a spus că a crezut că Skelton a câștigat mai mulți bani prin picturile sale decât din spectacolele sale de televiziune. Skelton credea că munca lui de viață era de a face oamenii să râdă; a vrut să fie cunoscut ca un clovn pentru că l-a definit ca fiind capabil să facă totul. A avut o carieră de 70 de ani ca interpret și a distrat trei generații de americani. Văduva sa a donat multe dintre efectele sale personale și profesionale Universității Vincennes, inclusiv amprente ale operei sale de artă. Acestea fac parte din Red Skelton Museum of American Comedy de la Vincennes.